# Fernande Bochatay
Fernande Bochataym po mężu Frank (ur. 23 stycznia 1946 w Les Marécottes) – szwajcarska narciarka alpejska, brązowa medalistka igrzysk olimpijskich i mistrzostw świata.

## Kariera
W reprezentacji Szwajcarii Fernande Bochatay zadebiutowała w 1963 roku, a już rok później wystąpiła na igrzyskach olimpijskich w Innsbrucku. Zajęła tam dziewiąte miejsce w gigancie, a rywalizacji w slalomie nie ukończyła. Swój największy sukces osiągnęła podczas rozgrywanych cztery lata później igrzysk olimpijskich w Grenoble, gdzie zdobyła brązowy medal w gigancie. W zawodach tych wyprzedziły ją jedynie Nancy Greene z Kanady oraz Francuzka Annie Famose. Jej przewaga nad czwartą Florence Steurer z Francji wyniosła zaledwie 0,01 sekundy. Na tych samych igrzyskach Szwajcarka była też siódma w zjeździe, a w slalomie została zdyskwalifikowana po pierwszym przejeździe. W międzyczasie zajęła szesnaste miejsce w slalomie na mistrzostwach świata w Portillo w 1966 roku.
W zawodach Pucharu Świata zadebiutowała 7 stycznia 1967 roku w Oberstaufen, zajmując drugie miejsce w slalomie. Rozdzieliła tam na podium Nancy Greene i Annie Famose. Tym samym już w swoim debiucie nie tylko zdobyła punkty, ale od razu stanęła na podium. W kolejnych latach jeszcze sześć razy plasowała się w najlepszej trójce: 8 stycznia 1967 roku w Oberstaufen i 10 stycznia 1968 roku w Grindelwald była trzecia w gigancie, 15 stycznia 1968 roku w Oberstaufen wygrała giganta, 25 stycznia w Saint-Gervais była najlepsza w slalomie, 24 lutego 1968 roku w Oslo zwyciężyła w gigancie, a 28 marca 1968 roku w Rossland zajęła drugie miejsce w slalomie. Najlepsze wyniki osiągnęła w sezonie 1967/1968, kiedy to zajęła piąte miejsce w klasyfikacji generalnej, a w klasyfikacji giganta była druga za Nancy Greene. Wielokrotnie zdobywała medale mistrzostw kraju, w tym osiem złotych: w gigancie i kombinacji w latach 1968 i 1969 oraz slalomie w latach 1964, 1966, 1967 i 1968. W 1969 roku zakończyła karierę.

## Osiągnięcia

### Igrzyska olimpijskie
| Miejsce | Dzień     | Rok  | Miejscowość | Konkurencja | Czas biegu  | Strata  | Zwyciężczyni        |
| ------- | --------- | ---- | ----------- | ----------- | ----------- | ------- | ------------------- |
| 9.      | 1 lutego  | 1964 | Innsbruck   | Slalom      | 1:29,86 min | +2,35 s | Christine Goitschel |
| DNF1    | 3 lutego  | 1964 | Innsbruck   | Gigant      | 1:52,24 min | -       | Marielle Goitschel  |
| 7.      | 10 lutego | 1968 | Grenoble    | Zjazd       | 1:40,87 min | +2,00 s | Olga Pall           |
| DSQ1    | 13 lutego | 1968 | Grenoble    | Slalom      | 1:25,86 min | -       | Marielle Goitschel  |
| 3.      | 15 lutego | 1968 | Grenoble    | Gigant      | 1:51,97 min | +2,77 s | Nancy Greene        |

### Mistrzostwa świata
| Miejsce | Dzień      | Rok  | Miejscowość | Konkurencja | Czas biegu  | Strata  | Zwyciężczyni        |
| ------- | ---------- | ---- | ----------- | ----------- | ----------- | ------- | ------------------- |
| 9.      | 1 lutego   | 1964 | Innsbruck   | Slalom      | 1:29,86 min | +2,35 s | Christine Goitschel |
| DNF1    | 3 lutego   | 1964 | Innsbruck   | Gigant      | 1:52,24 min | -       | Marielle Goitschel  |
| 16.     | 5 sierpnia | 1966 | Portillo    | Slalom      | 1:30,48 min | ?       | Annie Famose        |
| 7.      | 10 lutego  | 1968 | Grenoble    | Zjazd       | 1:40,87 min | +2,00 s | Olga Pall           |
| DSQ1    | 13 lutego  | 1968 | Grenoble    | Slalom      | 1:25,86 min | -       | Marielle Goitschel  |
| 3.      | 15 lutego  | 1968 | Grenoble    | Gigant      | 1:51,97 min | +2,77 s | Nancy Greene        |

### Puchar Świata

#### Miejsca w klasyfikacji generalnej
- sezon 1966/1967: 11.
- sezon 1967/1968: 5.
- sezon 1968/1969: 16.

#### Miejsca na podium
1. Oberstaufen – 7 stycznia 1967 (slalom) – 2. miejsce
2. Oberstaufen – 8 stycznia 1967 (gigant) – 3. miejsce
3. Grindelwald – 10 stycznia 1968 (gigant) – 3. miejsce
4. Oberstaufen – 15 stycznia 1968 (gigant) – 1. miejsce
5. Saint-Gervais – 25 stycznia 1968 (slalom) – 1. miejsce
6. Oslo – 24 lutego 1968 (gigant) – 1. miejsce
7. Rossland – 28 marca 1968 (slalom) – 2. miejsce